# Rivesville (Virginia Occidental)
Rivesville es un pueblo situado en el condado de Marion, Virginia Occidental, Estados Unidos. Tiene una población estimada, a mediados de 2023, de 813 habitantes.

## Geografía
La localidad está ubicada en las coordenadas 39°31′56″N 80°7′14″O / 39.53222, -80.12056. Según la Oficina del Censo, tiene una superficie total de 1.54 km², de los cuales 1.36 km² corresponden a tierra firme y 0.18 km² están cubiertos de agua.

## Demografía
Según el censo de 2020, en ese momento había 828 personas residiendo en la localidad. La densidad de población era de 636.76 hab./km². El 93.96% de los habitantes eran blancos, el 0.24% eran afroamericanos, el 0.12% era amerindio, el 0.24% eran asiáticos, el 0.12% era de otras razas y el 5.31% eran de una mezcla de razas. Del total de la población, el 0.48% eran hispanos o latinos de cualquier raza.